# Parigi-Chauny 2023
La Parigi-Chauny 2023, sessantasettesima edizione della corsa e valida come evento dell'UCI Europe Tour 2023 categoria 1.1, si svolse il 24 settembre 2023 su un percorso di 203,5 km, con partenza da Margny-lès-Compiègne e arrivo a Chauny, in Francia. La vittoria fu appannaggio del belga Jasper Philipsen, il quale completò il percorso in 4h41'37", alla media di 43,357 km/h, precedendo i francesi Jason Tesson e Paul Penhoët.
Sul traguardo di Chauny 115 ciclisti, dei 135 partiti da Margny-lès-Compiègne, portarono a termine la competizione.

## Squadre e corridori partecipanti
| N.    | Cod. | Squadra                  |
| ----- | ---- | ------------------------ |
| 1-7   | COF  | Cofidis                  |
| 11-17 | JAY  | Team Jayco AlUla         |
| 21-27 | ICW  | Intermarché-Circus-Wanty |
| 31-37 | AUB  | St Michel-Mavic-Auber93  |
| 41-47 | ARK  | Team Arkéa-Samsic        |
| 51-57 | LTD  | Lotto Dstny              |
| 61-67 | ACT  | AG2R Citroën Team        |
| 71-77 | GFC  | Groupama-FDJ             |
| 81-87 | TEN  | TotalEnergies            |
| 91-97 | UCN  | CIC U Nantes Atlantique  |

| N.      | Cod. | Squadra                           |
| ------- | ---- | --------------------------------- |
| 101-107 | TFB  | Team Flanders-Baloise             |
| 111-117 | DSM  | Team DSM-Firmenich                |
| 121-127 | BWB  | Bingoal WB                        |
| 131-136 | LTP  | Leopard Togt Pro Cycling          |
| 141-147 | HPM  | Human Powered Health              |
| 151-157 | ADC  | Alpecin-Deceuninck                |
| 161-167 | VRL  | Van Rysel-Roubaix Lille Métropole |
| 171-177 | NMC  | Nice Métropole Côte d'Azur        |
| 181-187 | BEB  | Bolton Equities Black Spoke       |
| 191-197 | CDF  | ABTF Betão-Feirense               |

## Ordine d'arrivo (Top 10)
| Pos. | Corridore         | Squadra       | Tempo    |
| ---- | ----------------- | ------------- | -------- |
| 1    | Jasper Philipsen  | Alpecin       | 4h41'37" |
| 2    | Jason Tesson      | TotalEnergies | s.t.     |
| 3    | Paul Penhoët      | Groupama      | s.t.     |
| 4    | Daniel McLay      | Arkéa         | s.t.     |
| 5    | Bryan Coquard     | Cofidis       | s.t.     |
| 6    | Marc Sarreau      | AG2R          | s.t.     |
| 7    | Biniam Girmay     | Intermarché   | s.t.     |
| 8    | Scott McGill      | Human         | s.t.     |
| 9    | Matteo Malucelli  | Bingoal WB    | s.t.     |
| 10   | Clément Venturini | AG2R          | s.t.     |